# Aldo Spinelli (politico)
Aldo Spinelli (Lucca, 15 gennaio 1923 – Lucca, 31 ottobre 2011) è stato un politico italiano.

## Biografia
È stato consigliere comunale del PSI a Lucca, prima di essere eletto alla Camera dei Deputati, dove rimase dal 1972 al 1976. 
Ricoprì anche il ruolo di presidente della Banca del Monte e anche scrittore di numerosi libri sui socialisti lucchesi. Appassionato di sport, aveva fondato l'AICS provinciale dal 1969 al 1973, ne era stato segretario della direzione nazionale.
È morto all'età di 88 anni il 31 ottobre 2011.